# Annabella (atriz)
Annabella, nascida Suzanne Georgette Charpentier (Saint-Maur-des-Fossés, 14 de julho de 1907 - Neuilly-sur-Seine, 18 de setembro de 1996), foi uma atriz francesa. Ela apareceu em 46 filmes entre 1927 e 1952, incluindo produções de Hollywood durante o final dos anos 1930 e 1940.

## Filmografia parcial
- Napoléon (1927)
- Misdeal (1928)
- La Maison de la Fléche (1930)
- His Highness Love (1931)
- Spring Shower (1932)
- Companion Wanted (1932)
- A Son from America (1932)
- Bastille Day (1933)
- Mademoiselle Josette, My Woman (1933)
- La Bandera (1935)
- Wings of the Morning (1937)
- Dinner at the Ritz (1937)
- The Citadel of Silence (1937)
- Under the Red Robe (1937)
- The Baroness and the Butler (1938)
- Suez (1938)
- Hôtel du Nord (1938)
- Bridal Suite (1939)
- Tonight We Raid Calais (1943)
- Bomber's Moon (1943)
- 13 Rue Madeleine (1947)
- Don Juan (1950)
- The Man Who Returns from Afar (1950)
- Quema el suelo (1952)